# Amphisbaena tragorrhectes
Amphisbaena tragorrhectes este o specie de reptile din genul Amphisbaena, familia Amphisbaenidae, ordinul Squamata, descrisă de Vanzolini 1971. Conform Catalogue of Life specia Amphisbaena tragorrhectes nu are subspecii cunoscute.